# Stazione di Pollenza
Stazione di Pollenza vasútállomás Olaszországban, Marche régióban, Pollenza településen.

## Vasútvonalak
Az állomást az alábbi vasútvonalak érintik:
- Civitanova-Fabriano-vasútvonal

## Kapcsolódó állomások
A vasútállomáshoz az alábbi állomások vannak a legközelebb: 
- Stazione di Urbisaglia-Sforzacosta
- Stazione di Tolentino